# Strombidinopsidae
Famille
Les Strombidinopsidae sont une famille de Ciliés de la classe des Oligotrichea et de l’ordre des Choreotrichida.

## Étymologie
Le nom de la famille vient du genre type Strombidinopsis, construit à partir de strombidium, par allusion au genre éponyme Strombidium, genre type de la famille des Strombidiidae, et du suffixe latin -opsis « semblable à », littéralement « semblable à un Strombidium ».

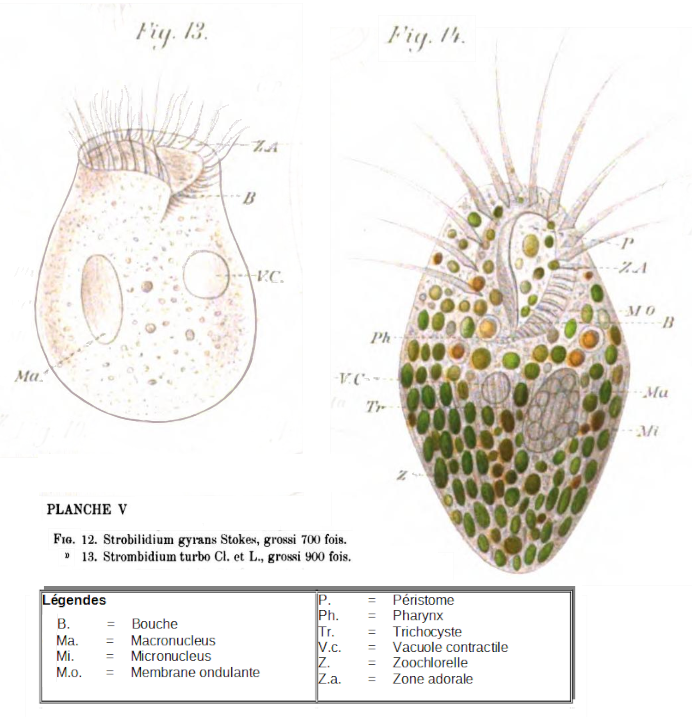
Strombidium turbo et Strombidium viride.

## Description
Le genre type Strombidinopsis a un corps dont la forme est : 
- soit presque cylindrique avec une région postérieure largement arrondie et l'extrémité apicale tronquée ;
- soit piriforme (en forme de poire) allongé.

Les cils somatiques, courts et peu mobiles, sont répartis sur toute la surface du corps et disposés en plusieurs cinéties longitudinales. L'AZM se situe sur la partie apicale ; elle est fermée et se situe sur un rebord encerclant la région du péristome apical déprimé.

## Liste des genres
Selon GBIF (4 octobre 2022) :
- Parastrombidinopsis Kim, Jeong, Strüder-Kypke, Lynn, Kim, Kim & Lee, 2005
- Parastrombidium Fauré-Fremiet, 1924
- Strombidinopsis Kent, 1881

## Systématique
Le nom valide de ce taxon est Strombidinopsidae Small & Lynn, 1985.
La systématique de ce groupe de protistes et très complexe et très discutée.
Par exemple, Faure-Fremiet en 1969 a utilisé le « cercle fermé » des OPk (Oral PolyKinetids) pour séparer les tintinnines, strobilidiids et les strombidinopsids des strombidiids et des halteriids, qui ont un « cercle ouvert ». Small et Lynn (1985) ont suivi cette approche, divisant leur sous-classe des Choreotrichia en deux ordres :
1. les Oligotrichida, comprenant les familles des Halteriidae et des Strombidiidae ;
2. les Choreotrichida, comprenant les sous-ordres des Tintinnina, des Strobilidiina et des Strombidinopsina[1].